# ItaloBrothers
ItaloBrothers és un projecte de música alemanya de Nordhorn (Baixa Saxònia). La banda està composta per tres membres; Adrián Gómez (discjòquei) i Kristian Sandberg i Matthias Mette (vocalistes).
La banda va ser fundada el novembre de 2005. El seu segell discogràfic és Zooland Records, que també compta amb artistes com Cascada o Tune Up!. L'estil musical d'Italobrothers és comparable amb bandes de ball italià o artistes com Bloom 06, Prezioso feat. Marvin, Floorfilla, Gigi D'Agostino o Gabry Ponte. Al costat de la seva tasca principal com a productors i artistes intèrprets o executants, Italobrothers també actua com un mesclador per a altres bandes com Cascada i Floorfilla.

## Discografia
- Senzills:
  - ItaloBrothers - The Moon (2006)
  - Tune Up! vs. ItaloBrothers - Colours of the Rainbow (2007)
  - ItaloBrothers - Moonlight Shadow (2007)
  - ItaloBrothers - Counting down the days (cascada remix) (2007)
  - ItaloBrothers - Where Are You Now? (2008)
  - ItaloBrothers - Stamp on the ground (2009)
  - ItaloBrothers - So small (vocal remix) (2009)
  - ItaloBrothers - Love is on fire (2010)
  - ItaloBrothers - Radio Hardcore (2010)
  - ItaloBrothers feat. Carlprit - Boom (2011)
  - ItaloBrothers - Pandora 2012 (2012)
- E.P. :
  - Counting down the days (May 2007)

- Remescles
  - Cascada - Ready For Love (ItaloBrothers New Voc Rmx/ 2006)
  - Cerla Vs. Manian - Jump (ItaloBrothers New Voc Rmx/ 2006)
  - Floorfilla - Italodancer (ItaloBrothers New Voc Rmx/ 2007)
  - Manian - Turn The Tide (ItaloBrothers New Voc Rmx/ 2007)
  - Dan Winter & Mayth - Dare Me (ItaloBrothers New Voc Rmx/ 2007)
  - Manian Feat. Aila - Heaven (ItaloBrothers New Voc Rmx/ 2007)